# Faro de Punta Bolívar
El Faro de Punta Bolívar (en inglés: Point Bolivar Lighthouse) es un faro histórico en Port Bolívar, Texas, Estados Unidos que fue construido en 1872. Sirvió durante 61 años antes de ser retirado en 1933, cuando su función fue reemplazado por un faro diferente. El faro actual es por lo menos la segunda estructura en el sitio. El primer faro fue construido a mediados de la década de 1850 y fue derribado durante la guerra civil estadounidense para que los buques de guerra de la Unión no pudieran utilizarlo como ayuda a la navegación. Durante el huracán de Galveston de 1900, el faro sirvió como un refugio para al menos 125 personas, salvando sus vidas. También sobrevivió a otro huracán, en 1915, donde se registraron vientos de 126 millas por hora. El primer guardián del faro, H. C. Claiborne, se retiró en 1918, después de presenciar esas dos tormentas, y fue reemplazado por el Capitán J. Brooks. En 1947 el faro fue vendido y, aunque todavía esta pie, no está abierto al público.